# Пейр-ан-Обрак
Пейр-ан-Обрак (фр. Peyre en Aubrac) — муніципалітет у Франції, у регіоні Окситанія, департамент Лозер. Пейр-ан-Обрак утворено 1 січня 2017 року шляхом злиття муніципалітетів Омон-Обрак, Ла-Шаз-де-Пейр, Фо-де-Пейр, Жаволь, Сент-Коломб-де-Пейр i Сен-Совер-де-Пейр. Адміністративним центром муніципалітету є Омон-Обрак. Населення — 2300 осіб (01.01.2021).